# Játar
Játar es una localidad y municipio español situado en la parte meridional de la comarca de Alhama, en la provincia de Granada, comunidad autónoma de Andalucía. Limita con los municipios de Arenas del Rey y Alhama de Granada.
El municipio jatareño fue creado el 19 de febrero de 2015 por segregación del término municipal de Arenas del Rey, convirtiéndose así en el número 171 de la provincia de Granada. Desde 1989 ya gozaba de cierta autonomía al concedérsele el régimen de entidad de ámbito territorial inferior al municipio (o EATIM), que se adaptó posteriormente a la condición de entidad local autónoma (o ELA) en el verano de 2008.

## Geografía

### Ubicación
| Noroeste: Alhama de Granada | Norte: Arenas del Rey  | Noreste: Arenas del Rey                     |
| Oeste: Alhama de Granada    | Puntos cardinales      | Este: Arenas del Rey                        |
| Suroeste: Alhama de Granada | Sur: Alhama de Granada | Sureste: Alhama de Granada y Arenas del Rey |

## Historia
El 25 de diciembre de 1884 se produjo un fuerte terremoto de entre 6,2 y 6,5 grados en la escala Richter con epicentro a escasos kilómetros de Játar, dejando dañado un barrio entero de la localidad. Su reconstrucción corrió a cargo de la Prensa Asociada de Barcelona, por lo que en su honor pasó a denominarse barrio de Cataluña, a cuyas calles se les dio el nombre de capitales de provincia catalanas (Barcelona, que es la principal, Gerona, Lérida y Tarragona), así como la plaza del ayuntamiento, que desde entonces se llama plaza de Cataluña.
El 29 de enero de 1937 fue tomado por el ejército sublevado sin apenas resistencia, según la prensa franquista.
Játar fue históricamente un municipio independiente hasta que, a principios de 1973, se fusionó con Arenas del Rey y Fornes. Un importante movimiento vecinal para la devolución de su autogobierno dio pie a que se constituyera como entidad de ámbito territorial inferior al municipio en agosto de 1989, adaptándose casi dos décadas más tarde como entidad local autónoma. Siete años después, en febrero de 2015, se convirtió de nuevo en un municipio completamente independiente de Arenas del Rey.

## Demografía
| Gráfica de evolución demográfica de Játar entre 1842 y 2021 |
| |
| Población de derecho según los censos de población del INE Población de hecho según los censos de población del INEEn 1981 este municipio desaparece porque se integra en el municipio Arenas del Rey En 2015 aparece este municipio porque se segrega de Arenas del Rey |

## Administración y política
Los resultados en Játar de las últimas elecciones municipales, celebradas en mayo de 2023, son:
| Elecciones Municipales - Játar (2023) | Elecciones Municipales - Játar (2023)    | Elecciones Municipales - Játar (2023) | Elecciones Municipales - Játar (2023) | Elecciones Municipales - Játar (2023) |
| Partido político                      | Partido político                         | Votos                                 | Votos                                 | Concejales                            |
| ------------------------------------- | ---------------------------------------- | ------------------------------------- | ------------------------------------- | ------------------------------------- |
|                                       | Partido Socialista Obrero Español (PSOE) | 208                                   | 61,90 %                               | 4                                     |
|                                       | Partido Popular (PP)                     | 128                                   | 38,09 %                               | 3                                     |

### Alcaldes
| Legislatura | Nombre                                                            | Grupo |
| ----------- | ----------------------------------------------------------------- | ----- |
|             | Entre las elecciones de 1979 y 2011 forma parte de Arenas del Rey |       |
| 2015-2019   | Francisco José Martín Rodríguez                                   | PSOE  |
| 2019-2023   | Francisco José Martín Rodríguez                                   | PSOE  |
| 2023-act.   | Alexander Leo Van Oepen                                           | PSOE  |

## Comunicaciones

### Carreteras
Por este municipio granadino pasan varias carreteras que conectan Játar con Arenas del Rey, Fornes y Jayena (la provincial GR-3302), y con Alhama de Granada (la autonómica A-4150).
| Identificador | Denominación      | Itinerario                |
| ------------- | ----------------- | ------------------------- |
| A-4150        | De A-402 a Játar  | Alhama de Granada - Játar |
| GR-3302       | De A-4050 a Játar | Los Recaldes - Játar      |

Algunas distancias entre Játar y otras ciudades:
| Ciudades          | Distancia (km) | Ciudades | Distancia (km) | Ciudades  | Distancia (km) | Ciudades  | Distancia (km) |
| ----------------- | -------------- | -------- | -------------- | --------- | -------------- | --------- | -------------- |
| Alhama de Granada | 12             | Jaén     | 138            | Sevilla   | 240            | Madrid    | 462            |
| Granada           | 56             | Linares  | 177            | Murcia    | 334            | Valencia  | 553            |
| Motril            | 79             | Córdoba  | 188            | Cartagena | 350            | Zaragoza  | 765            |
| Málaga            | 90             | Almería  | 207            | Albacete  | 388            | Barcelona | 908            |

## Cultura

### Fiestas
Su feria mayor se celebra cada año en torno al 15 de agosto en honor a San Roque y Nuestra Señora del Rosario, patrones de la localidad. En otoño también se conmemora el día de la patrona en la conocida como Feria de Octubre.
Otras celebraciones destacables son el 3 de mayo, que tiene lugar el Día de la Cruz; y el 24 de junio, donde vecinos y visitantes acuden a la romería de San Juan.

#### Fiestas patronales
- Las fiestas patronales suelen durar entre cuatro y cinco días.[10] Suelen comenzar sobre las 10 de la mañana con una diana floreada a cargo de una charanga que se encarga de despertar a los vecinos. Tras la diana floreada se realiza la recogida de cintas que son confeccionadas por los jóvenes y las jóvenes de la localidad. Tras ello se realizan diversas actividades, tales como Gymkhanas, cañón de espuma, y conciertos de pasodobles.

Carrera de cintas
Entre todas las actividades destaca la denominada 'carrera de cintas' (también conocida como 'corrida de cintas'), que se realiza tanto en bicicleta como en coche y moto. La carrera de cintas se celebra siempre por la tarde, en torno a las 18:00.
Elección de reina y míster de las fiestas
En Játar siempre ha sido tradición escoger a una reina de las fiestas, que es coronada el primer día de fiestas. No fue hasta el año 2019 cuando se introdujo por primera vez a un míster de las fiestas.
Verbena
También es tradición realizar una verbena todas las noches de fiestas.
Traca de fin de fiestas
Para anunciar el fin de fiestas se realiza la denominada Traca de fin de fiestas, en la que se realiza una exhibición de fuegos artificiales. Destaca el denominado petardo final, que es un explosivo más fuerte que el resto.

## Servicios públicos

### Educación
- CPR Los Ríos[13]

### Salud
- Centro médico de Játar[14]